# Myresjökök
Myresjökök är ett svenskt tillverkningsföretag som tillverkar inredning för kök, badrum och förvaring, med tonvikt på kök. Företaget grundades 1946 och är 2010 ett av Sveriges största köksföretag. Sedan 2000 ingår Myresjökök i Nobia. Myresjökök har cirka 70 återförsäljare runtom i Sverige och är tredje största samarbetspartnern till svensk bygghandel och marknadsledande leverantör för svenskt flerbostadsbyggande.
Runt 70 procent av Myresjököks sortiment är Svanenmärkt.
Företaget bildades 1946 som Lillsjö AB av Algot Svensson och Oscar Olsson. Skanska som ägde företaget Myresjöhus köpte företaget 1975 som sedan bytte namn till dagens 1986. År 1996 övergick Myresjökök till Puggenpohlgruppen inom Skanska, som 2000 köptes av Nobia.